# Viktor Reich
Viktor Reich (* 16. Dezember 1885 in Pohrlitz, Südmähren, Österreich-Ungarn; † 1942) war ein österreichischer Politiker (GDVP), Landwirt und Lehrer. Reich war von 1921 bis 1932 Abgeordneter zum Landtag von Niederösterreich.
Reich studierte an der Hochschule für Bodenkultur in Wien und an der Universität Leipzig. Er schloss seine Ausbildung mit dem akademischen Grad Dr. Ing. ab. Reich war als Landwirt und Professor an der Höheren Staatslehranstalt für Wein- und Obstbau in Klosterneuburg tätig. Er vertrat die Großdeutsche Volkspartei zwischen dem 14. Juni 1921 und dem 21. Mai 1932 im Niederösterreichischen Landtag (I. und II. Gesetzgebungsperiode). 